# Kasserota
Kasserota – rodzaj pluskwiaków z rodziny Lophopidae i podrodziny Menoscinae.
Rodzaj ten opisany został w 1906 roku przez Williama Lucasa Distanta, który jego gatunkiem typowym wyznaczył Acarna notaticollis.
Pluskwiaki te mają na głowie żeberka oczne, boczne żeberka nadustkowe oraz czoło z bocznymi krawędziami o żeberkowaniu zanikłym na wysokości policzków. Przednie skrzydła (tegminae) są przezroczyste na co najmniej 60% powierzchni; ich żyłki kostalne nie są widocznie odgraniczone od krawędzi kostalnych. Tylne odnóża o pierwszym członie stóp opatrzonym kolcami wierzchołkowymi, tworzącymi trójkątną przestrzeń.
Należą tu 12 opisanych gatunków:
- Kasserota antica Melichar, 1913
- Kasserota bellicosa Melichar, 1913
- Kasserota conviva (Stål, 1863)
- Kasserota fasciata Melichar, 1913
- Kasserota mahua Melichar, 1913
- Kasserota notaticollis (Stål, 1863)
- Kasserota orba (Stål, 1863)
- Kasserota senilis Baker, 1925
- Kasserota septemmaculata Baker, 1925
- Kasserota subocellata Melichar, 1913
- Kasserota ustulata (Stål, 1863)
- Kasserota vitrea Melichar, 1913